# Coman (okręg Bacău)
Coman – wieś w Rumunii, w okręgu Bacău, w gminie Sănduleni. W 2011 roku liczyła 928 mieszkańców.